# طرف معارض
الطرف المعارض هو الطرف المنافس في دعوى قضائية بموجب نظام اختصام قانوني. بشكل عام ، فإن الطرف المعارض هو الطرف الذي يُطلب ضده حكم قضائي أو «الطرف المعني بدعم حكم أو مرسوم». على سبيل المثال ، الطرف المعارض للمدعى عليه هو المدعي.

## شهود الطرف المعارض
الشاهد الذي يتم استدعاؤه نيابة عن الخصم هو عادة شاهد سلبي. و بشكل عام ، قد يشمل استجواب شاهد الطرف الخصم أسئلة استدراجية وتتبع قواعد استجواب الخصم بالشهود.